# Efekt Bruce
Efekt Bruce – zaburzenie ciąży u samic ssaków wywołane kontaktem z obcym samcem. Do zaburzeń może dojść zarówno przed jak i po zagnieżdżeniu zarodka. Nazwa pochodzi od nazwiska badaczki Hildy M. Bruce, która jako pierwsza w 1959 zaobserwowała to zjawisko.

## Dowody empiryczne
Efekt Bruce był obserwowany w eksperymentach laboratoryjnych u 12 gatunków gryzoni, m.in. u myszy domowej, myszaków i norników.
W eksperymentach samicę, wkrótce po inseminacji, poddawano bezpośredniemu kontaktowi z niespokrewnionym, obcym samcem lub z jego moczem, który to kontakt wywoływał u niej zatrzymanie zagnieżdżenia zarodka lub poronienie czy też jego reabsorpcję. Zaburzenia ciąży pojawiały się do 17 dnia po zaplemnieniu, zależnie od gatunku i warunków eksperymentu.
Na efekt Bruce wpływa czas trwania ekspozycji, doświadczenie seksualne i zachowanie obcego samca.

## Znaczenie ewolucyjne
Przypuszcza się, że jest to cecha adaptatywna samców: efekt Bruce powoduje, że samica po 1 do 4 dni jest znowu gotowa do zapłodnienia. Zysk samicy jest mniej jasny, ale jeśli obcy samiec miałby zabić jej potomstwo po porodzie, to w ten sposób jest w stanie zmniejszyć wydatek na reprodukcję i sparzyć się z nowym samcem. Przerwanie ciąży może być w tym przypadku ochroną przed dzieciobójstwem samców.

## Kontrowersje
Nie zaobserwowano efektu Bruce u gryzoni poza laboratorium i nie przejawia się on u nornika szaroogonowego, dlatego pojawiły się podejrzenia, że zjawisko to może być artefaktem. Jednak w 2012 zaobserwowano podobny efekt u pewnego gatunku małp (Theropithecus gelada), co osłabiło kontrowersje na ten temat.